# Lynton (Mid West)
Lynton is een historische plaats in de regio Mid West in West-Australië. Het ligt aan de monding van de rivier Hutt, 507 kilometer ten noordnoordwesten van Perth, 41 kilometer ten noordwesten van Northampton en 62 kilometer ten zuiden van Kalbarri. Lynton is bekend van het Lynton Convict Hiring Depot.

## Geschiedenis
De Nanda Aborigines bewoonden de streek bij de aanvang van de Europese kolonisatie.
In 1846 vonden de gebroeders Henry, Augustus Charles en Francis Thomas Gregory een kolenader langs de rivier Irwin en in 1848 lood en sporen van zilver en koper langs de rivier Murchison. Een jaar later begon de Geraldine Mining Company haar activiteiten aan de Murchison. Om de mijnactiviteiten aan de Murchison te ondersteunen werden nabij het haventje Port Gregory twee dorpen gesticht, Lynton en Packington. Packington werd later naar Gregory hernoemd. Beide plaatsen werden in 1853 door Augustus Charles Gregory opgemeten en uitgetekend. De plaats waar Lynton kwam te liggen werd uitgekozen omdat het pittoresk was en er kalksteenafzettingen aanwezig waren die voor het bouwen van gebouwen konden gebruikt worden. Lynton werd vernoemd naar het ouderlijk dorp van kapitein H.A. Sanford onder wiens gezag het Convict Hiring Depot stond. In maart 1854 werd Lynton officieel gesticht.
Tussen 1853 en 1856 werd het Lynton Convict Hiring Depot in Lynton gebouwd. De eerste gevangenen arriveerden op 22 mei 1853 in Port Gregory. Ze bouwden de verschillende gebouwen van het gevangenencomplex en werden ingezet voor de aanleg van een weg naar de Geraldtine-mijn en Port Gregory. De activiteiten van het Lynton Convict Hiring Depot werden reeds in december 1856 stop gezet. Het geplande dorp rond het gevangenencomplex werd niet verder ontwikkeld. De gevangenen werden naar Champion Bay overgebracht. De oorzaken hiervan waren onder meer: de landbouw en veeteelt in de streek zaten nog in een beginfase en hadden niet veel werkkrachten nodig, in de mijnen waren en werden meer geschikte gevangenen rechtstreeks uit Fremantle aangevoerd, de drinkwaterputten die werden geslagen bleken brak water te bevatten, veel bouwmaterialen dienden uit Fremantle ingevoerd te worden waardoor de kosten opliepen en de streek meer ten zuiden rond de Greenough Flats werd voor landbouw en veeteelt open gesteld.
Sandford was ondertussen met de ontwikkeling van het Lynton Station begonnen. Hij kocht het gevangenencomplex op 12 juli 1861 en gebruikte verscheidene gebouwen voor landbouwdoeleinden. In de jaren 1960 werd de eigendom door de familie Simkin opgekocht die de gebouwen probeerden in ere te houden.
Vanaf de jaren 1990 werden verscheidene archeologische studies ondernomen in Lynton. Er werd voorgesteld Lynton in handen van de National Trust te geven. De National Trust besliste in 1993 om Lynton niet over te nemen maar steunde het voorstel om het in handen van de Shire of Northampton te geven. Er werden verscheidene restauratiewerken uitgevoerd.

## Beschrijving
De National Trust beschreef het Lynton Convict Hiring Depot als "het enige intact bewaarde Convict Hiring Depot van West-Australië". De plaats is een toeristische trekpleister.

## Galerij

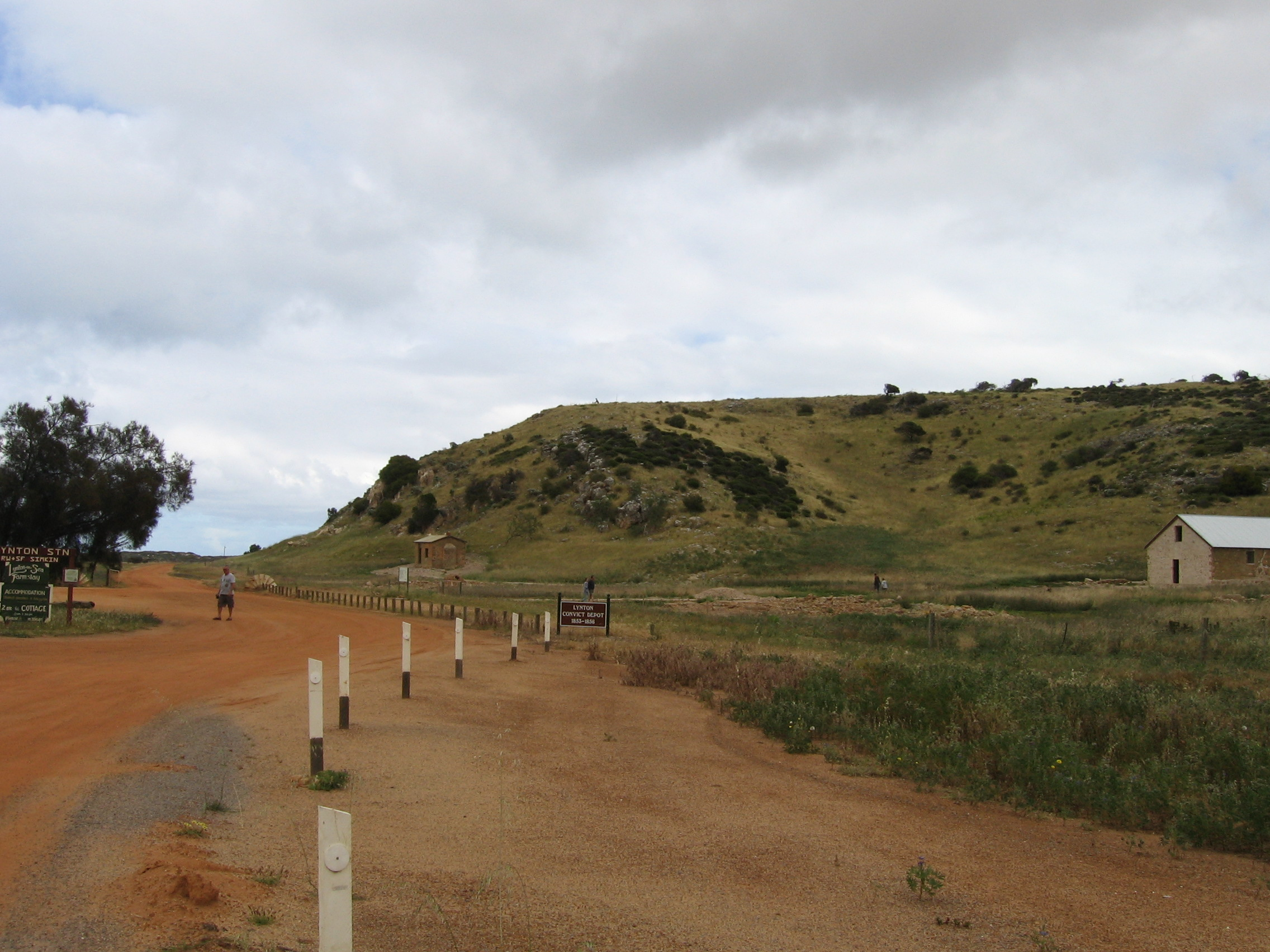
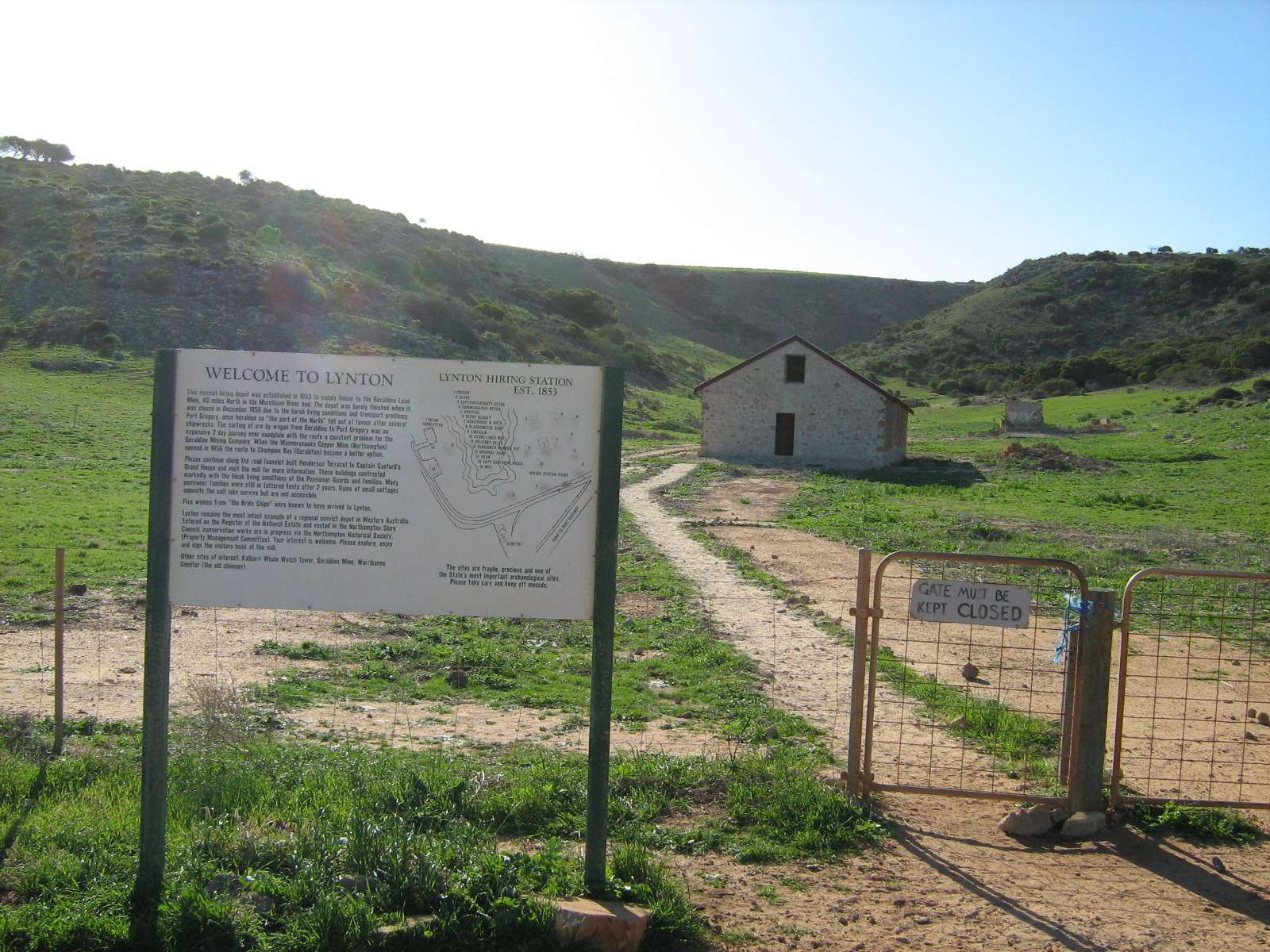
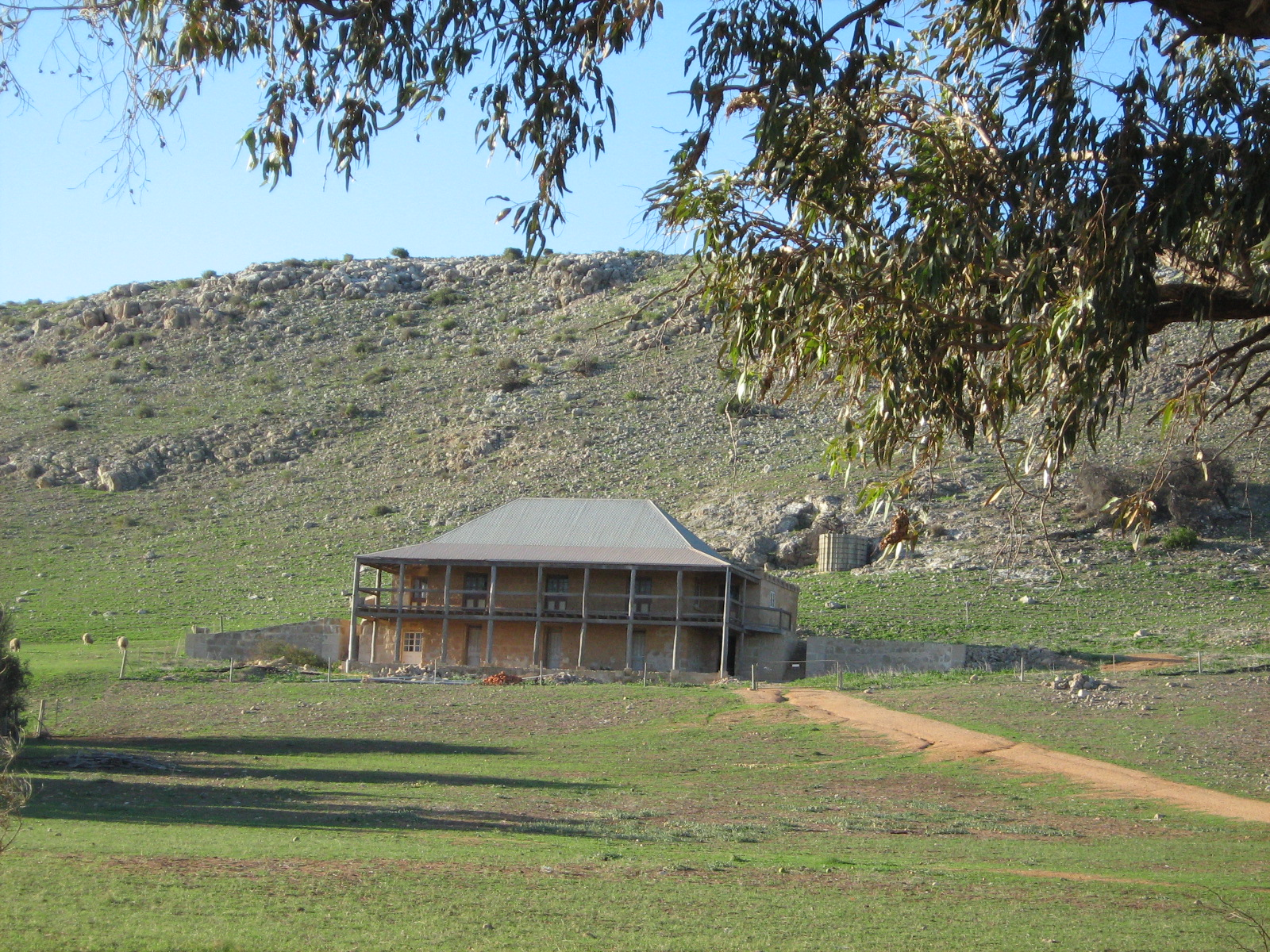
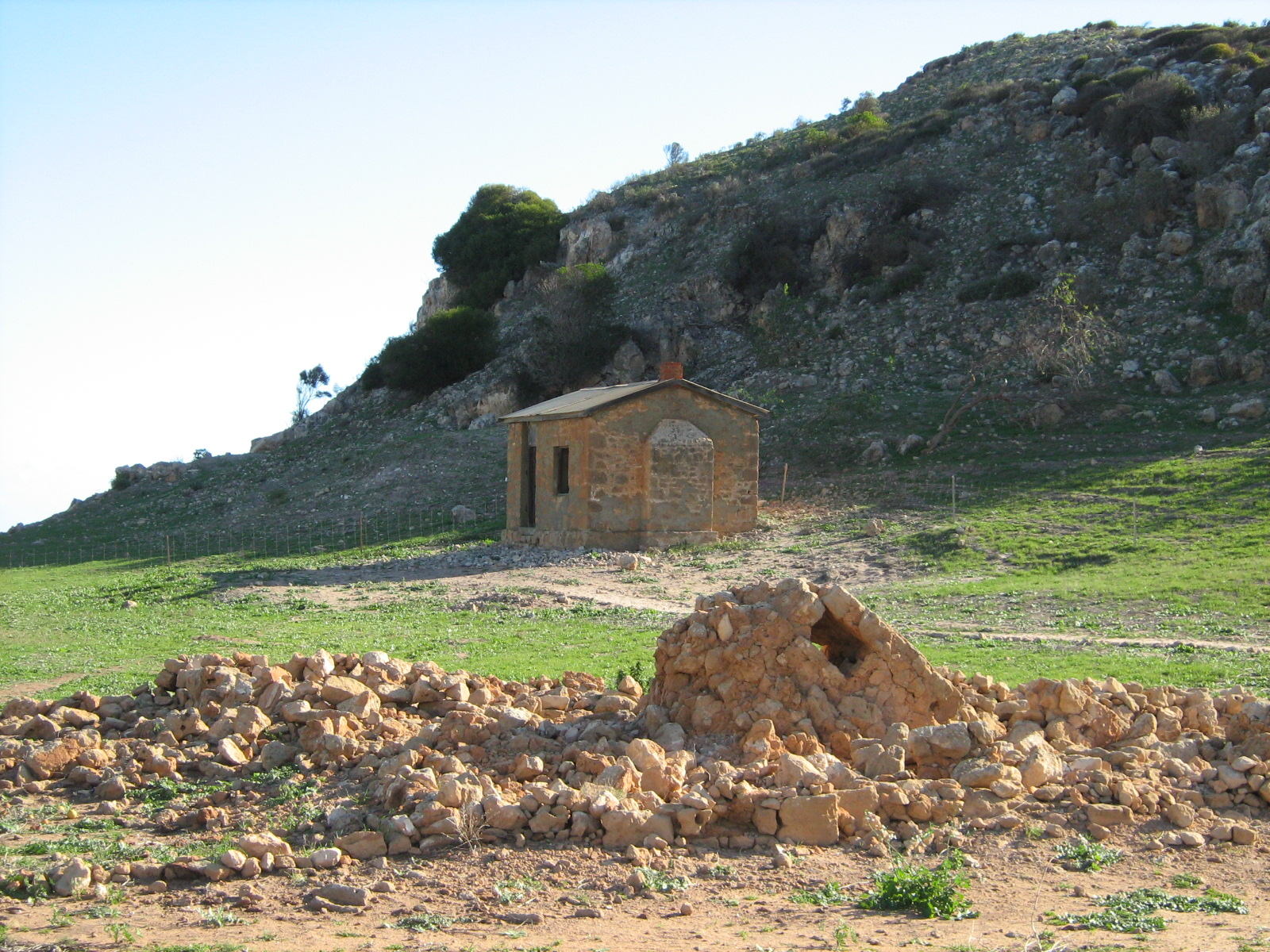